# Oldrich Just
Oldrich Just (1885-?), češki nogometaš i prvi trener tek osnovanog nogometnog kluba Hajduk. U Split dolazi dolazi iz rodnog Praga u Češkoj na poziv Fabjana Kaliterne, jednog od utemeljivača splitskog kluba. U Hajduku djeluje od srpnja 1911. do jeseni 1912. i kao trener i kao igrač. 
Kao vješt igrač, prema pisanju Slobode, igrao je važnu ulogu u obućavanju mladih hajdukovih igrača. Nakon pobjede nad Calciom 11. srpnja 1911., kada su pobijedili s 9:0, Hajduk odigrava nekoliko utakmica protiv mornara engleskih ratnih brodova «Swiftsure» i HMS Cornwalis, koje su izgubili sa 7:1 i 7:0, te protiv austrijskog ratnog broda «Zriny», koju su do bili s 2:1., i protiv kojih je na branku Just postavio kasnije legendarnog trenera Luku Kaliternu.
Just je za Hajduk nastupio u osam utakmica i dao 5 zgoditaka
Statistika u Hajduku
| Natjecanje        | Nastupi | Zgoditci |
| ----------------- | ------- | -------- |
| Prvenstvo         | 0       | 0        |
| Kup               | 0       | 0        |
| Superkup          | 0       | 0        |
| Međunarodne       | 0       | 0        |
| Splitski podsavez | 0       | 0        |
| Ukupno            | 0       | 0        |
| Prijateljske      | 8       | 5        |
| Sveukupno         | 8       | 5        |